# Pont de la Tauber (Rothenburg ob der Tauber)
Le pont de la Tauber à Rothenburg ob der Tauber ou pont double (en allemand, Doppelbrücke) est un pont historique franchissant la rivière Tauber à l'ouest de la ville de Rothenburg ob der Tauber en Moyenne-Franconie en Bavière.

## Histoire
Le pont double avec ses deux rangées d'arcs superposés a été construit vers 1330. Il est situé au sud-ouest de la vallée sous la ville de Rothenburg ob der Tauber et faisait partie d'une route commerciale reliant Augsbourg à Wurtzbourg. Son aspect le fait ressembler à un aqueduc de l'époque romaine. Le pont a été rénové en 1791, après l'effondrement des quatre arcs supérieurs l'année précédente. En 1925, la partie est du pont fut élargie et, en 1945, la structure fut détruite par les troupes allemandes. La reconstruction commença en 1955 et dura une année. Le pont reconstruit a été inauguré le 10 novembre 1956.

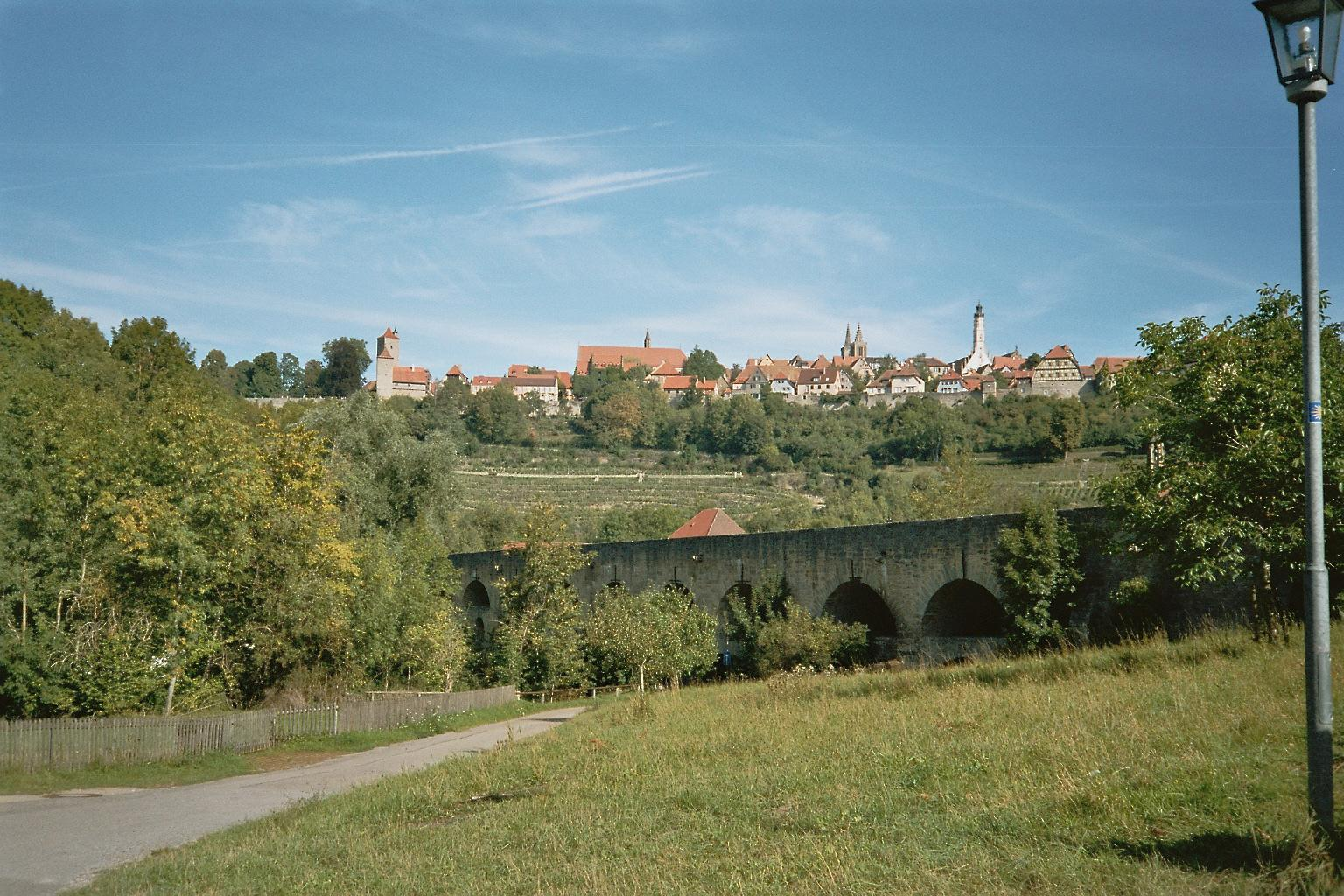
Le pont à Rothenburg ob der Tauber

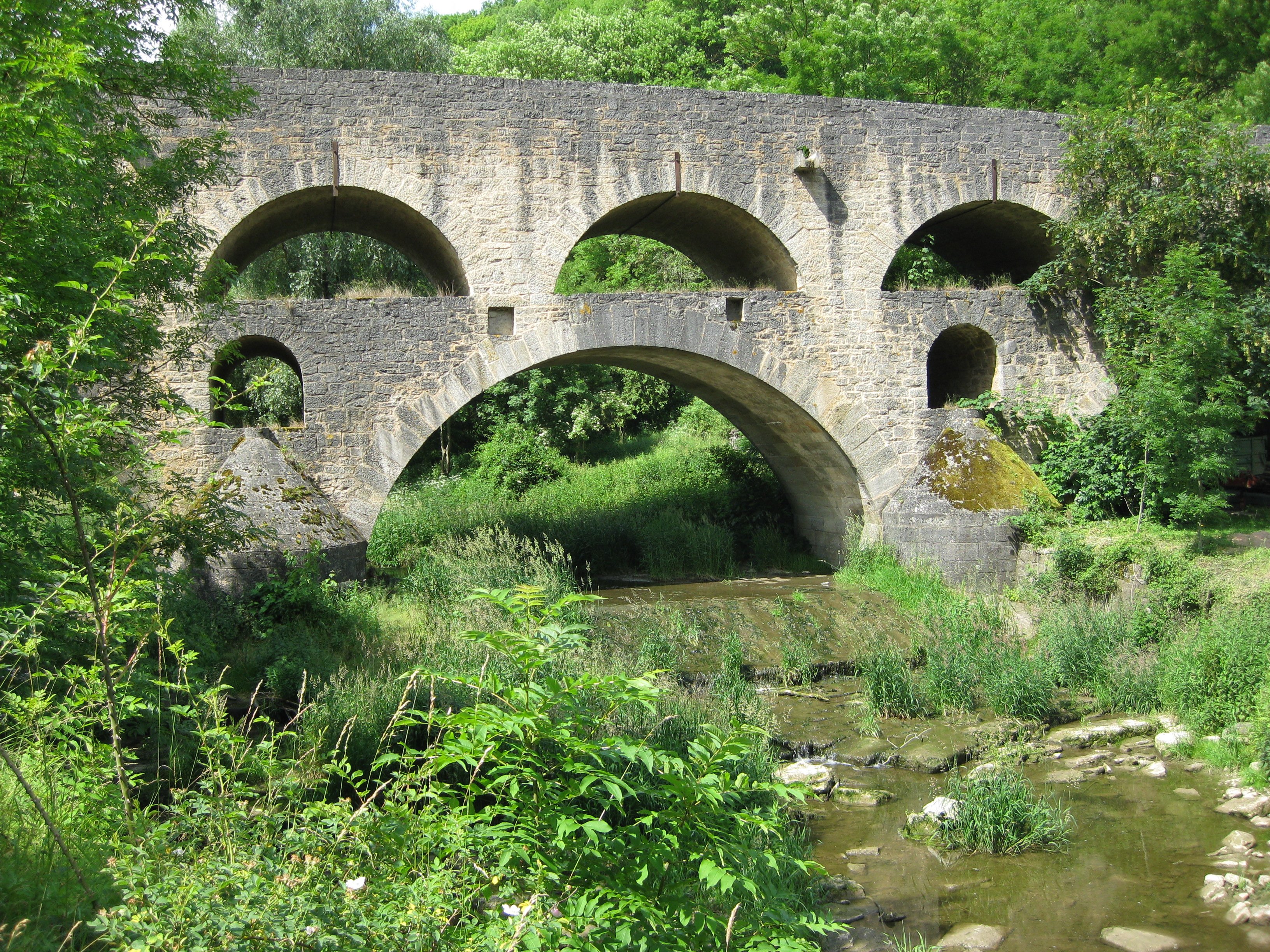
Le pont sur la rivière Tauber

## Voir également
- Liste de ponts d'Allemagne